# Équipe cycliste Movistar Team América
L'équipe cycliste Movistar Team América est une équipe cycliste colombienne participant principalement à des épreuves de l'UCI America Tour. L'équipe est créée en 2011 avec le statut d'équipe continentale. À cette date, elle est la filiale de l'équipe ProTour espagnole Movistar. En 2013, à la suite du désengagement de l'équipe espagnole, les succursales colombienne et équatorienne de la firme Movistar décident de sponsoriser la formation qui redémarre au plus haut niveau national en Colombie. En 2015, l'équipe redevient continentale pour deux saisons. En octobre 2017, la direction de l'entreprise Movistar Colombia annonce la cessation de l'activité de l'équipe cycliste.

## Histoire de l'équipe
Lors de sa première saison en 2011, l'équipe est composée de 15 coureurs sud-américains. Parmi ces coureurs figurent le Colombien Freddy González (double meilleur grimpeur sur le Tour d'Italie en 2001 et 2003). 
Il faut noter la présence dans l'encadrement, du médecin qui n'est autre que l'ancien quatrième du Tour de France 1993, Álvaro Mejía. 

### Fin de l'aventure
Après de nombreuses rumeurs, Libardo Leyton, directeur technique et manager général pour la Colombie, annonce la décision d'Eusebio Unzué (manager général de toute la structure Europe et Amérique) de ne pas continuer à sponsoriser l'équipe pour la saison 2013. Il informe ses coureurs à l'issue du Clásico RCN 2012 et les invite à se trouver une nouvelle formation. Dans un communiqué, Movistar justifie cette décision par l'impossibilité, pour la structure, de réaliser son objectif : participer aux principales compétitions du calendrier latino-américain, en raison, entre autres, de problèmes logistiques, légales, géographiques, organisationnelles...
Au mois de novembre, la formation dispute sa dernière course, au Guatemala. Lors de cette première édition de la Vuelta al Mundo Maya, les coureurs s'imposent dans six des huit étapes de l'épreuve. L'équipe place trois hommes dans les cinq premiers du classement général final (dont Alejandro Serna, deuxième) et deux hommes sur le podium du Grand Prix de la montagne.
Après 24 victoires en 2011, pour sa dernière saison d'existence, l'équipe remporte 45 succès, après avoir parcouru plus de 90 000 kilomètres, dans sept pays latino-américains.

### Rebondissement
Définitivement arrêtée deux mois plus tôt, les filiales colombiennes et équatoriennes de Movistar décident de s'unir pour pérenniser l'aventure. Douze coureurs seront sous contrat (dix Colombiens plus les Équatoriens Byron Guamá et Marcelo Paspuezán), Libardo Leyton restant le manager général de la formation. Fin janvier, la direction donne la liste des douze coureurs qui font partie de la formation, avec au programme douze épreuves à disputer en Colombie et en Équateur. La Vuelta al Valle est la première course de l'année à laquelle participeront les coureurs. Un Bolivien, Óscar Soliz se substitue au dixième Colombien pressenti. Le siège officiel de l'équipe est situé à Bogota. De plus, Libardo Leyton annonce espérer pouvoir récupérer le statut continental.

### Saison 2013
Les coureurs débutent, tardivement, l'année, en disputant la Vuelta al Valle, à la fin mars. Les résultats sont inexistants, pas de victoire ni aux arrivées d'étape ni dans les classements annexes et le premier d'entre eux au-delà de la vingt-cinquième place au classement général.
La deuxième épreuve à laquelle participe la formation est plus satisfaisante. Le leader de l'équipe, Freddy Montaña, est le seul à s'opposer à l'hégémonie des EPM-UNE. Il termine sur le podium de l'étape la plus accidentée et, ainsi, du classement général final de la Clásica de Fusagasugá.
Le week-end suivant se déroule les championnats nationaux, où aucune médaille ne récompense les membres de la formation. Seul Freddy González, en sautant dans la roue de Félix Cárdenas lorsqu'il lance le sprint, a pu caresser l'espoir de décrocher une récompense. Il termine finalement septième tout comme Brayan Ramírez, lors du contre-la-montre de la catégorie Espoir.
Lors de l'épreuve suivante du calendrier cycliste colombien, la Vuelta al Tolima, Freddy Montaña réussit, comme quinze jours auparavant, à accompagner Óscar Sevilla dans son attaque, lors de l'étape-reine. Ce qui lui permet de terminer, une nouvelle fois, sur un podium d'une course à étapes. Freddy González est, lui, tout près de s'imposer, puisqu'il monte par trois fois sur le podium d'une étape. Cela lui permet de remporter le classement de la régularité et de finir dixième au classement général.
Début mai, une partie de l'effectif quitte le territoire colombien pour disputer la Clásica Panavial de Tulcán (es), en Équateur. Elle domine totalement la compétition, remportant les cinq étapes. Byron Guamá s'adjuge le classement général devant son coéquipier, Óscar Soliz (cinq Movistar se classant dans les six premiers). Dix jours plus tard, de retour en Colombie, les résultats ne sont pas les mêmes. À la Vuelta a Antioquia, les coureurs ne réussissent pas à obtenir une victoire dans une étape ni dans un classement annexe. Le premier d'entre eux finit vingtième.
Puis arrive l'épreuve majeur du calendrier national colombien, le Tour de Colombie. Le manager général Libardo Leyton compte sur Freddy Montaña pour être un protagoniste pour la victoire finale. Il peut s'appuyer sur l'expérience de Freddy González et sur le vainqueur de la dernière Clásica a Tulcán, l'Équatorien Byron Guamá. Même si Montaña achève l'épreuve loin du podium convoité (treizième), il remporte néanmoins une étape. Il perd cinq minutes lors de la septième et toute chance de bien figurer au classement final. Dans la onzième, il s'échappe et malgré les attaques incessantes de son compagnon de fugue, John Martínez, Montaña reste le plus fort. Ce bouquet est à additionner aux deux succès obtenus par Guamá, les jours précédents. Lors de la deuxième étape, l'Équatorien profite d'une cassure qui projette dix-neuf hommes à l'avant du peloton. Puis il s'isole avec deux compagnons dont il se débarrasse pour s'imposer en solitaire. Son second bouquet, il l'obtient à l'issue d'un sprint massif. Sa formation réduit à néant la dernière échappée, dans les faubourgs de la ville d'arrivée. Guamá profite de sa pointe de vitesse pour s'imposer. Par ailleurs, au classement par équipes, les Movistar ne finissent que huitième. 
À l'issue de cette compétition, la formation n'engage plus d'équipe pendant quelques semaines. Ainsi quelques coureurs disputent des épreuves individuellement ou dans d'autres formations. Óscar Soliz trouve, ainsi, refuge chez ses compatriotes de Pío Rico et s'impose dans la Vuelta a Cotagaita. Mieux quinze jours plus tard, il domine totalement la première édition du Tour du sud de la Bolivie, épreuve de l'UCI America Tour 2013, où il s'impose dans les trois premières étapes et au classement général final. Wilson Cepeda est, tout près, de l'imiter dans le Clásico Club Deportivo Boyacá. Leader de la course, il subit la loi de Pedro Herrera dans le contre-la-montre en côte, du dernier jour (Cepeda échouant à la quatrième place finale). 
Tandis que préparant le Tour de Colombie Espoir, Brayan Ramírez se distingue lors de la Clásica de Soacha. Même s'il s'impose dans les deux contre-la-montre, il termine, néanmoins, deuxième de l'épreuve, six secondes derrière le vainqueur Juan David Vargas. N'ayant qu'un coureur colombien de moins de 23 ans dans son effectif, Ramírez dispute la Vuelta de la Juventud, avec l'équipe Multirepuestos Bosa. Il remporte le circuit de clôture et achève l'épreuve à la septième place.
Pour la première fois en trois mois, et ce pour préparer le Clásico RCN, la formation Movistar engage une équipe à une compétition, la Vuelta a Boyacá. Même s'il laisse échapper le titre individuel, les coureurs obtiennent de bons résultats. Freddy González profite d'une échappée, lors de la deuxième étape, pour remporter sa seule victoire de l'année. Freddy Montaña, lui, s'impose dans le contre-la-montre en côte du lendemain. Et Byron Guamá gagne la dernière étape, en solitaire. Au classement général, Montaña termine deuxième tandis que la formation glane le classement par équipes et Óscar Soliz, le classement combiné.   
Au départ du Clásico RCN, deuxième épreuve la plus importante du calendrier cycliste colombien, Freddy Montaña, chef de file de l'équipe et vainqueur du contre-la-montre de la Vuelta a Boyacá, réunit les suffrages de ses rivaux pour la victoire finale,. La quatrième étape se révèle la plus importante de la course. Non seulement Montaña est écarté de la lutte pour la victoire finale, sur chute, mais Byron Guamá remporte la victoire, en disposant au sprint de ses compagnons d'échappée. De plus les EPM-UNE, paraissent avoir réussi un coup de maître. Profitant de l'étroit marquage des Aguardiente Antioqueño - Lotería de Medellín sur leur leader Óscar Sevilla, le directeur technique, Raúl Mesa lance deux hommes forts Giovanni Báez et Walter Pedraza dans cette échappée. Ceux-ci arrivent avec plus de deux minutes trente d'avance sur le peloton à Zipaquirá. Cependant, bien que Pedraza prenne le maillot jaune le lendemain, ils perdent régulièrement du temps pour terminer au-delà de la dixième place, au contraire de Camilo Gómez et d'Óscar Soliz, présents aussi dans la fugue. Gómez conserve plus de deux minutes de l’avantage accumulé ce jour-là pour s'adjuger l'épreuve et le Bolivien réussit à sauvegarder quelques secondes du bénéfice amassé, pour terminer deuxième de la compétition. Tandis que dans le classement par équipes, la formation termine septième.
Dix-sept jours plus tard, une équipe, avec à sa tête Freddy Montaña, est au départ du Tour de l'Équateur, pour défendre le titre obtenu, l'année précédente, par Byron Guamá. Les Movistar dominent la course. Montaña s'impose au classement général individuel de la XXXIII Vuelta Binacional a Ecuador comme le fait sa formation au classement par équipes. De plus, ils remportent cinq étapes et Guamá domine le classement de la régularité.

### Saison 2014
Pour la quatrième année, l'entreprise de télécommunications Telefónica sponsorise la formation. Après avoir remporté, en 2013, les deux épreuves majeures du calendrier national équatorien (la Clásica Panavial de Tulcán (es) et le Tour de l'Équateur), terminé vice-champion du Clásico RCN, le manager général, Libardo Leyton affronte avec optimisme la nouvelle saison. À la présentation officielle de l'équipe, deux mois plus tard, ce sont six nouvelles recrues qui intègrent la formation. Aux trois premiers arrivés Juan David Vargas, Óscar Pachón et Cristian Talero, il faut ajouter deux Espoirs, Roller Diagama et Luis Miguel Martínez, ainsi qu'un sixième renfort, le sprinter italien Marco Zamparella. Movistar Team América perd, cependant, Byron Guamá au profit de la formation Ecuador.
Lors de la présentation de l'équipe au siège social de "Movistar Colombia", à Bogota, en présence du président exécutif de la firme, Libardo Leyton annonce avoir renforcé une formation qui a donné satisfaction l'année précédente, pour obtenir les succès escomptés dans les courses nationales et internationale, avec l'arrivée de Pachón, Talero et Vargas. De plus, avec le recrutement de Diágama et de Martínez pour épauler Brayan Ramírez, la formation pourra, et ce pour la première fois, disposer d'une équipe en son nom propre pour disputer la Vuelta de la Juventud (le Tour de Colombie Espoir). Jessica Parra, championne du monde junior de la course scratch en 2013, est l'unique féminine, intégrée au groupe, avec la volonté de lui apporter l'aide et l'attention nécessaire pour sa progression, en vue des prochains Jeux olympiques.

### Saison 2017
En octobre, après avoir atteint ses objectifs, être reconnu comme la marque n°1 associée au sport cycliste en Colombie, l'entreprise Movistar Colombia annonce avoir décidé de mettre un terme au sponsoring de l'équipe cycliste Movistar Team América et de focaliser ses efforts sur des activités autour de la bicyclette.
Pour Movistar Colombia, avoir une équipe de cyclisme a eu un impact important sur l'image et le positionnement de la firme. En contrepartie, pendant sept ans, cela a permis aux membres de l'équipe d'avoir les infrastructures et les équipements dignes des équipes européennes et de s'engager sur la voie d'un cyclisme propre. Durant cette période, la formation a conquis 36 titres (dont deux Clásico RCN), 25 podiums et 74 victoires d'étape.
Pour sa part, Libardo Leyton, manager de la structure Titan Sports, sponsorisée par Movistar Colombia, cherche à pérenniser sa formation cycliste, en démarchant d'autres sponsors éventuels.

## Classements UCI
L'équipe participe aux épreuves du circuit continental de l'UCI America Tour. 
UCI America Tour
| Saison | Classement par équipes | Meilleur coureur au classement individuel |
| ------ | ---------------------- | ----------------------------------------- |
| 2011   | 3e                     | Carlos Gálviz (16e)                       |
| 2012   | 11e                    | Freddy Montaña (41e)                      |
| 2013   | -                      | Óscar Soliz (8e)                          |
| 2014   | -                      | Óscar Soliz (29e)                         |
| 2015   | 21e                    | Óscar Soliz (54e)                         |
| 2016   | 9e                     | Brayan Ramírez (16e)                      |

UCI Europe Tour
| Saison | Classement par équipes | Meilleur coureur au classement individuel |
| ------ | ---------------------- | ----------------------------------------- |
| 2015   | nc                     | -                                         |

## Championnats nationaux
- Championnats de Bolivie sur route : 8
  - Course en ligne : 2014, 2015 et 2016 (Óscar Soliz)
  - Contre-la-montre : 2011, 2012, 2014, 2015 et 2016  (Óscar Soliz)
- Championnats de Colombie sur route : 2
  - Course en ligne espoirs : 2011 (Marvin Angarita)
  - Contre-la-montre espoirs : 2016 (Carlos Ramírez)

## Movistar Team en 2017[54]

### Effectif
| Effectif 2017            | Effectif 2017     | Effectif 2017 | Effectif 2017                                     |
| Cycliste                 | Date de naissance | Pays          | Équipe précédente                                 |
| ------------------------ | ----------------- | ------------- | ------------------------------------------------- |
| Carlos Ramírez           | 26 octobre 1994   | Colombie      |                                                   |
| Edwin Sánchez            | 20 juillet 1983   | Colombie      | Formesan-Bogotá Humana-ETB (2014)                 |
| Álvaro Duarte            | 12 janvier 1991   | Colombie      | Movistar Team America (2016)                      |
| Cristhian Talero         | 25 mars 1990      | Colombie      |                                                   |
| Alexander Gil            | 25 septembre 1992 | Colombie      | Aguardiente Antioqueño-Lotería de Medellín (2016) |
| Jaime Castañeda          | 29 octobre 1986   | Colombie      | EPM-UNE (2011)                                    |
| Óscar Soliz              | 9 janvier 1985    | Bolivie       |                                                   |
| Stiber Ortiz             | 12 août 1980      | Colombie      |                                                   |
| Yeison Chaparro          | 26 juillet 1991   | Colombie      | Boyacá Raza de Campeones (2016)                   |
| Yuber Contreras          | 3 juillet 1994    | Colombie      | Movistar Team America (2017)                      |
| Wilson Cepeda            | 2 septembre 1980  | Colombie      | Movistar Team America (2016)                      |
|                          |                   |               |                                                   |
| Source : ProCyclingStats |                   |               |                                                   |

### Victoires
| Date | Course | Pays | Classe | Vainqueur |
| ---- | ------ | ---- | ------ | --------- |

## Saisons précédentes
Movistar Team América en 2014